# キリンビバレッジ presents 47のチカラ〜私の別格〜
キリンビバレッジ presents 47のチカラ〜私の別格〜（キリンビバレッジ プレゼンツ 47のチカラ わたくしのべっかく）は、2014年10月4日から2016年6月26日まで、TOKYO FMをキーステーションとしたジャパンFMネットワーク38放送局で放送されていたトーク番組。

## 概要
番組は開始当初の1年間は「私の別格」と題して、旅をキーワードとして、各界を代表する「別格人」と呼ばれる著名人に毎月1名登場してもらい、その著名人が旅行先で見つけた「別格の場所」について案内してもらうというもの。2015年に放送時間が全国統一化されてからは、ゲストだけでなく、聞き手・案内人を務める住吉美紀自らが薦める「別格の場所」を紹介する回もあった。
2015年10月6日放送分から「47のチカラ〜私の別格〜」と一部改題し、日本でまだ知られていない素晴らしい地域のチカラをたどる内容にリニューアルした。
タイトルは、冠スポンサーのキリンビバレッジが2014年秋に新発売した清涼飲料ブランド「キリン別格」シリーズにちなむ。

## 放送時間
2014年10-12月
- 放送局によりスタート時間が異なった。
土曜日放送
- TOKYO FM※制作局　12:30-12:55
- FM青森　12:30-12:55
- FM岩手　12:00-12:25
- Date fm　9:30-9:55
- FMA　12:00-12:25
- Rhythm station　8:30-8:55
- RADIO BERRY　12:30-12:55
- FM-NIIGATA　8:00-8:25
- HELLO FIVE　9:00-9:25
- FM福井　12:30-12:55
- FM GIFU　12:30-12:55
- K-MIX　8:30-8:55
- radio CUBE FM三重　11:30-11:55
- e-radio　8:30-8:55
- FM OSAKA　9:30-9:55
- Kiss FM KOBE　9:00-9:25
- V-air　9:30-9:55
- HFM　9:30-9:55
- FM徳島　12:30-12:55
- JOEU-FM　7:30-7:55
- Hi-Six　9:00-9:25
- FM FUKUOKA　12:30-12:55
- FMS　9:00-9:25
- fm nagasaki　12:30-12:55
- Air-Radio FM88　12:30-12:55
- JOY FM　12:00-12:25
日曜日放送
- AIR-G'　7:00-7:25
- ふくしまFM　9:30-9:55
- FMぐんま　7:00-7:25
- FMとやま　9:30-9:55
- FM長野　9:30-9:55
- @FM　8:00-8:25
- FM岡山　9:30-9:55
- FMY　9:30-9:55
- FM香川　9:30-9:55
- FMK エフエム・クマモト　8:30-8:55
- μfm　9:30-9:55
- FM沖縄　8:30-8:55

2015年1月-
- JFN38局同時放送　日曜日12:00-12:25

## これまでの「別格人」
- 2014年10月　倉本聰
- 2014年11月　小山薫堂
- 2014年12月　溝口肇（前半2週）、村山由佳（後半2週）